# Golumbelu, Dolj
Golumbelu este un sat în comuna Fărcaș din județul Dolj, Oltenia, România. Se află la 40 Km de Municipiul Craiova. Se află în extremitatea nordică a județului, aproape de granița cu județul Gorj. Satul s-a dezvoltat în afara drumului, la poalele dealurilor,  pe valea unui afluent al Râului Plosca, între dealurile Secii, Golumbelului și Golumbului. Este o zona de dealuri joase, puternic împadurite, aflată in Sud-Estul Platformei Oltețului. Satul se află la o altitudine medie de 250 m, deasupra nivelului mării. În sat se găsește o biserica veche, purtând hramul Sf. Nicolae, cu turlă pe pronaos, construită in anul 1816, clasată ca monument istoric.

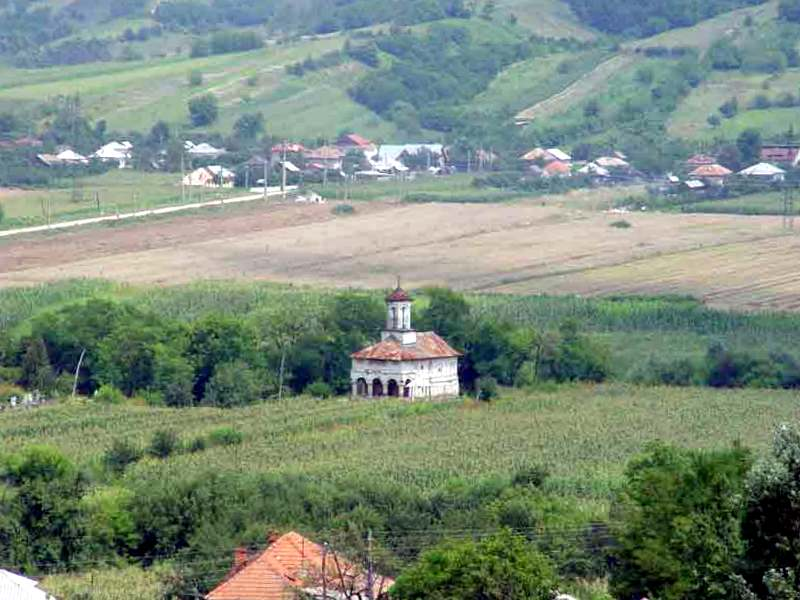
Biserica Sfântul Nicolae
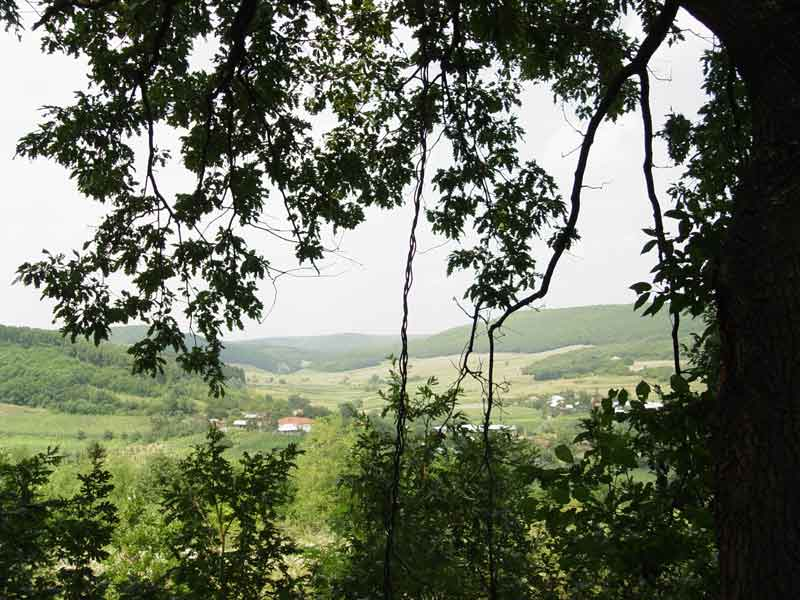
Dealul Golumbu